# Història de Somalilàndia
Somalilàndia sorgeix com estat el 1991, però la història del seu territori és molt anterior.

## Prehistòria

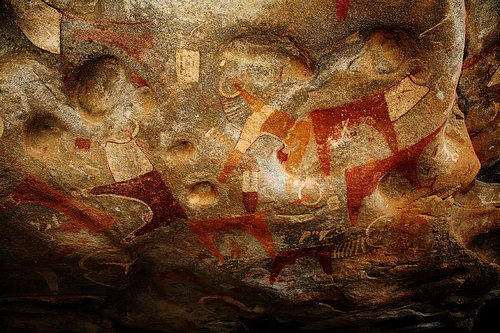
Pintures rupestres a les coves de Laas Geel, prop d'Hargeisa

S'han descobert unes coves neolítiques, les més important de la Banya d'Àfrica, a Laas Geel, prop d'Hargeisa. Estan datades de fa uns deu mil anys, i molt ben conservades: mostren el poble com a ramader, amb animals domesticats com girafes, gossos i antílops. Les vaques estaven decorades per a les cerimònies i el poble es postrava enfront dels ramats. Foren descobertes per un equip arqueològic francès el novembre del 2002.

## País de Punt
La pedra de Palerm explica que en el regnat de Sahure (dinastia V) vers el 2250 aC, es van portar 80.000 unitats de mirra i encens des del País del Punt, així com altres objectes valuosos per als egipcis. Els contactes se'n trencaren entre la dinastia XIII i la dinastia XVII, durant el període dels hicsos. La reina Hatshepsut de la dinastia XVIII, filla de Tuthmosis III, reina després del 1493 aC, feu una expedició al Punt recordada a les parets del temple de Deir al-Bari. Vuit vaixells anaren i tornaren del Punt i en dugueren materials com fusta de banús, mirra, encens i altres.
L'emperador romà August va enviar una expedició a la mar Roja dirigida per Eli Gal, per obrir la ruta del golf d'Aden al comerç amb l'Índia.

## Axum
Del segle I al III fou part del Regne d'Axum. Vegeu Axum.

## Nòmades
El país fou terra de nòmades. A partir del segle V o VI van començar a arribar-hi àrabs i després perses, que als segles VIII i VIII van iniciar la difusió de l'islam, que esdevingué la religió del territori vers el segle x. Els clans nòmades van arribar a formar-hi soldanats poderosos, i el principal en fou el del Warsangeli, que ocupava part de la moderna Somalilàndia (finals del segle xiii fins al segle XX).

## Adal
Els musulmans van començar a establir estats independents d'Axum (Abissínia). Els més destacats en foren Ifat, Adal, Zeila i Harar, en lluita contra Etiòpia. Ahmad ben Ibrahim al-Ghazi fou el darrer gran cap que s'enfrontà als etíops fins al 1543. Els portuguesos van salvar als etíops. La lluita es va traslladar a portuguesos i otomans.
A la part oriental, els somalis nòmades havien creat els soldanats de Warsangeli, Dhulbahante i després Majeerteen.

## Període colonial
Nominalment fou un territori otomà després del 1548, i l'administració va passar vers el 1630 a governadors otomans de la península Aràbiga, sota l'autoritat del gran xerif de la Meca; el 1830 s'hi establiren governadors hereditaris. El 7 de setembre de 1874 fou incorporada a Egipte (sota sobirania otomana nominal) i es va crear la Somàlia Egípcia.
Els egipcis van evacuar la regió a finals del 1883 i el febrer del 1884 el britànics van establir tractats de protectorat amb clans i soldans i van fundar el Protectorat de la Somàlia Britànica, administrat des de l'Índia fins al 1895 i des d'Aden fins al 1905.
La rebel·lió del Diiriye Guure (iniciada el 1899) obligà els britànics a retirar-se del país a finals del 1909 i 1910, excepte dels ports principals de la costa com Zeila i Berbera. Després del 1913 el control fou progressivament reprès, però el territori no fou dominat totalment altre cop fins al 1920, amb la derrota del Diiriye Guure a Taleex deguda a la intervenció de l'aviació britànica contra la qual els daraawiish o dervixos no podien fer res.
L'agost de 1940 fou ocupada pels italians i annexada a la Somàlia Italiana dins el virregnat de l'Àfrica Oriental Italiana. Els britànics la tornaren a conquerir el març del 1941. Les guerrilles italianes hi van resistir fins a l'estiu del 1942 (Amedeo Guillett). Entre 1941 i 1950 la Somalia Britànica i la Somàlia Italiana i a més l'Ogaden etíop i la província del Nord de Kenya, van estar sota administració militar britànica, excepte a Kenya que n'era regular.

## Autonomia
La Somàlia Britànica tornà al govern regular el 3 de març del 1948. Va rebre un consell legislatiu, sota la presidència del governador el 1956 amb els seus membres designats. En aquests anys es va desenvolupar al territori la Lliga de la Joventut Somali, formada el 1947 a Mogadiscio (creada com a Club el 1943) i es va difondre la idea de la Gran Somàlia. El 1957 i el febrer del 1960 es van fer eleccions democràtiques pels 33 escons del consell; a les del 1960 d'aquests escons 20 foren per la Lliga Nacional Somali, 12 pel Partit Unit Somali i 1 pel Front Nacional Unit. El secretari general del partit guanyador era Ibrahim Egal. D'acord amb el manifest del 25 d'abril de 1960, Egal i el govern d'Abdullahi Issa al mandat de la Somàlia Italiana van acordar que l'1 de juliol següent els dos territoris serien independents i s'unirien en un sol estat, i es fusionarien els dos cossos legislatius en un Parlament (Assemblea Nacional) de 123 membres (90 i 33).
Poc després el consell legislatiu demanà a les autoritats britàniques d'avançar-ne la proclamació al 26 de juny. Aquest dia es proclamà l'Estat de Somalilàndia dins la Commonwealth, amb Ibrahim Egal com a primer ministre (i de facto cap d'estat, funcions que corresponien de iure a la reina, però no se'n va arribar a designar governador general). El dia 1 de juliol es va produir la fusió en l'anomenada República de Somàlia.

## Part de Somàlia
Va restar dins de Somàlia de fet fins al 18 de maig del 1991 i jurídicament encara n'és part.
En el primer període la Lliga de la Joventut Somali, de majoria darod, va monopolitzar-ne el poder. El dia 12 de juliol de 1960 Egal fou substituït com a primer ministre per Abdirashid Ali Shermarke, i va conservar la cartera de Defensa (1960-1962) i d'Educació (1962-1963). La marginalització dels issaq va crear descontentament a l'antic protectorat britànic.
El 1963 Egal dimití com a ministre i formà un partit opositor anomenat Congrés Nacional Somali, i a les eleccions de 1964 fou elegit i romangué com a cap de l'oposició fins a 1965. Després decidí una aliança amb els clans dirigents darod. L'octubre de 1966 s'afilià a la Lliga de la Joventut Somali i el 15 de juliol de 1967 fou nomenat primer ministre i ocupà també la cartera d'Afers exteriors. Va restar al càrrec fins al 21 d'octubre de 1969, quan els militars dirigits pel general Siad Barre van donar un cop d'estat d'orientació comunista i van prendre el poder.
El nou govern era una aliança dels clans marehan, ogadeni i dhulbahante, tots subclans del gran grup darod. Inicialment aquest govern va tenir el suport dels gadabursi, dhulbahante i warsangeli però no dels issaq. La Guerra de l'Ogaden (1977-1978) va provocar dissensions en el règim, que va trencar la seva aliança amb la Unió Soviètica per decantar-se cap als Estats Units.
Un moviment d'oposició de base issaq, el Moviment Nacional Somali (MNS), fou fundat formalment l'abril de 1981 amb grups de Londres, Aràbia Saudita i de l'interior. Inicialment va sorgir com un grup anticomunista, menys basat en la distribució de clans, però finalment esdevingué un moviment de base issaq defensora dels interessos d'aquest grup. En lloc d'ampliar el moviment a altres clans, van ajudar a fundar el Moviment Patriòtic Somali dels ogadenis i el Congrés de la Somàlia Unificada del grup hawiye.
El seu primer president fou Ahmed Mohamed Gulaid, àlies Jimaleh, membre del subclan habar awdal dels issaq, que residia a Londres, amb Hassan Aden Wadadid de vicepresident. La presidència s'anà renovant i el segon president (1982) fou Yusuf Sheikh Ali Sheikh Madar, del mateix subclan; el tercer en fou Abdulkadir Kosar Abdi (1983), del subclan habar yunis; el quart (1984) Ahmed Mohamed Mohamud àlies Silanyo, del subclan habar jeclo; i el cinquè (1990) Abdirahman Ahmed Ali Tur o Tuur, del subclan habar yunis (que després fou el primer president de Somalilàndia). La personalitat de més alt rang que no era issaq fou un hawiye, Ali Mohamed Ossoble àlies Wardhigley, que fou vicepresident en el mandat Silanyo.
El 1982 el comitè executiu es traslladà de Londres a Addis Abeba quan es van produir actes repressius a Hargeisa per part del govern de Siad Barre i algunes desercions a l'exèrcit nacional, incloent alguns alts oficials que es van passar al MNS. El president d'Etiòpia, el coronel Menguistu Haile Mariam, va donar suport al moviment en uns moments de conflicte amb Somàlia. El Front Democràtic de Salvació de Somàlia, un grup llavors d'esquerra radical dirigit pel coronel Abdullahi Yusuf Ahmed, es va voler fusionar amb el MNS, però aquest va refusar i el 1985 (o potser finals del 1984) Etiòpia es decantà pel suport més actiu al MNS i la congelació del FDSS. El MNS refusà les condicions de Líbia per rebre ajut financer. El principal ajut va venir del Iemen del Sud, aliat incondicional de la Unió Soviètica i, per tant, oposat al règim de Somàlia, que tot i ser comunista estava alineat amb els Estats Units i enfrontat a l'altre estat prosoviètic de la zona (Etiòpia). 500 soldats foren armats i equipats al Iemen del Sud, i foren aquests els que van començar les operacions militars des d'Etiòpia el mateix 1982. Un raid espectacular va alliberar un miler de presos politics de la presó de Mandera, i una altra incursió va alliberar al coronel Abdillahi Askar i altres oficials quan estaven a punt de ser executats en públic.
El 1984 el comandament etíop a Harrar (Harar) i el comandant de la milícia del MNS, el coronel Mohamoud Sheekh àlies Shine, van negociar un acord que posava en mans del MNS tot el suport militar i logístic etíop, però el moviment havia d'informar de tots els seus moviments al comandament etíop. El 1987 i 1988 els membres hawiye del MNS van dimitir i van sortir del moviment després d'una campanya del govern somali, però això no va debilitar el MNS i el va consolidar com un grup exclusivament issaq.
L'abril de 1988 Mengistu i Barre van signar la pau. Un dels punts de l'acord fou l'aturada reciproca del suport que l'MNS rebia d'Etiòpia i el Front d'Alliberament de Somàlia Occidental (FLSO) de Somàlia. Però les milícies del MNS, en lloc d'acceptar un trasllat dins Etiòpia, van sortir del país i van establir bases a l'interior mateix de Somàlia. En un atac sorpresa ocuparen Burao (27 de maig de 1988) i part de la ciutat d'Hargeisa (el 30 de maig de 1988). El govern somali va bombardejar les ciutats, i va recórrer a tota mena d'accions per expulsar els guerrillers; els abusos comesos van produir revoltes populars al nord i desercions militars arreu del país.
Mentre Barre havia aconseguit que la dòcil direcció del FDSS (majeerteens, dhulbahantes i warsangelis del grup darod) li donés suport, no era compartit per les bases ni potser tampoc per la direcció empresonada a Etiòpia. Membres del FDSS a títol individual van combatre amb el MNS i especialment els dhulbahante i warsangeli, clans del que fou l'antiga Somàlia Britànica (aquests clans després van donar suport a la constitució de la República del Somaliland). En canvi, els majeerteens, dhulbahantes i warsangelis del sud de la que fou la Somàlia Italiana es van escindir i van formar el Moviment Nacional Somali del Sud, i s'oposaren a la independència de Somalilàndia.
A finals de 1988 i sobretot el 1989 l'increment de les accions de resistència en altres llocs de Somàlia pel Congrés de la Somàlia Unificada (hawiye) i el Moviment Patriòtic Somali (ogadeni), i finalment el Moviment Democràtic Somali (rahanweyn), va permetre al MNS operar amb més eficàcia contra un enemic que havia de dividir les seves forces.
Derrotat Siad Barre el gener de 1991, el Moviment Nacional Somali controlava tot el nord del país; convocà una reunió el març del 1991 de tots els ancians dels clans que no eren del grup issaq però vivien a l'antiga Somàlia Britànica, i de tots els clans issaq l'abril del mateix any, a Hargeisa. Es feu un congrés del MNS a finals d'abril amb assistència de representants de tots els clans issaq i no issaq, conegut com el Congrés o Guurti (Assemblea) dels Ancians. El Congrés es pronuncià majoritàriament (derrotant la proposta de la direcció) per la creació d'una república independent del Somaliland (Somalilàndia), que fou proclamada formalment el 18 de maig de 1991 a Burao. La república no va obtenir reconeixement internacional.

## Segona independència

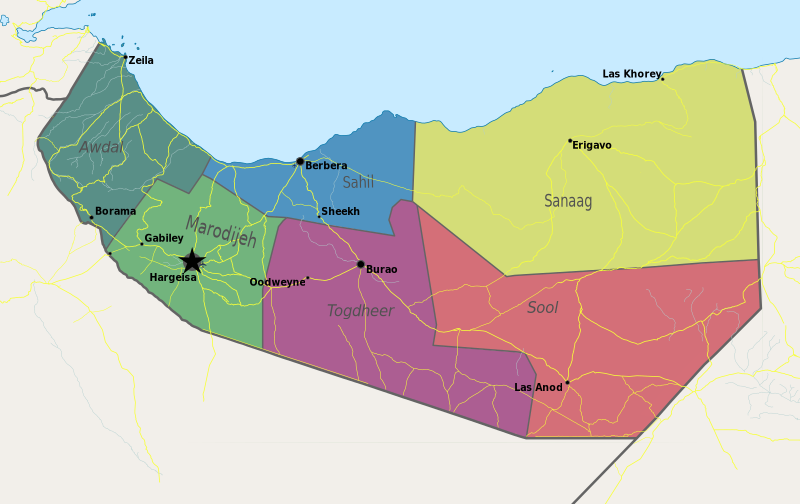
Mapa de Somalilàndia

El país estava devastat. La fam el va assolar (1991-1992). Els morts havien estat milers. El 28 de maig el president del MNS, Abdirahman Ahmed Ali Tur, fou designat president. La facció militar del MNS controlava Berbera, però la civil dominava Burao i Hargeisa. El 1992 Tur intentà ocupar Berbera des de Hargeisa i des de Burao, però no ho va aconseguir. Això portà a una guerra civil. Quan les forces de Tur tornaven de la vila de Sheikh cap a Burao van haver de deixar l'armament en territori dels habar jeclo. Després Burao fou altre cop destruïda. Es decidí convocar una conferència de pau que es feu a Borama el 24 de gener del 1993 amb més de 1.000 participants i que durà quatre mesos. Es va aprovar un "Codi de conducta" tenint en compte la llei tradicional (xeer), i una carta nacional. Una assemblea d'ancians (Guurti) formada per notables i caps de clans, i una assemblea de representants electiva formarien el parlament. El 16 de maig de 1993 la Guurti va elegir a Ibrahim Egal com a president, contra les pretensions de Tur. S'anuncià també un referèndum sobre la independència, que no hi constància que s'hagi celebrat. Les forces lleials a Tur s'apoderaren de l'aeroport d'Hargeisa l'octubre del 1994, però el nou exèrcit nacional format per Egal el va reconquerir. Els habar yunis i iidgales fidels a Tur van dirigir els seus vehicles armats cap a una secció comercial d'Hargeisa poblada pels seus rivals habar awal (el clan d'Egal) i van obrir foc indiscriminadament abans de ser expulsats de la ciutat al cap de dos dies. 20.000 persones es van refugiar temporalment a Etiòpia. Tuur dominava Burao, però Egal, amb el suport de la facció "bandera roja" dels habar jeclo, dominava la ciutat. Egal ara controlava tot el país. Llavors es va iniciar realment la tasca de reconstrucció.
L'èxit econòmic del seu govern fou notable. Es va aconseguir fer funcionar els serveis i les institucions, i es van organitzar eleccions democràtiques de nivell força acceptable per als estàndards internacionals. En canvi, va perdre el suport dels dhulbahante i warsangeli, que el 1998 van donar suport a l'estat de Puntland, i el 1999 la part oriental de les regions de Sool i Sanaag es van sotmetre a Puntland. El 2003 es va ampliar el control de Puntland en aquests territoris.
Egal va morir el 3 de maig de 2002 mentre era operat a Sud-àfrica i el va substituir el vicepresident Dahir Riyale Kahin, que fou elegit president a les següents eleccions democràtiques del 2003. El 2004 Somalilàndia va reconquerir Las Anod, capital de Sool, i el 2008 dominava la major part d'aquesta zona. El poder de Puntland va quedar afectat el 2007 quan al Sanaag sota el seu control es proclamà l'estat de Maakhir, que reclamava també la part d'aquesta regió sota administració de Somalilàndia (i alguns territoris a Bari, al Puntland propi). El 2008 el poder de Puntland a Sool s'estava esvaint davant de l'exèrcit de Somalilàndia, les defeccions pròpies i l'estat proclamat pels dhulbahante, anomenat Northland (que igualment reclamava la part de Sool sota control de Somalilàndia).
En les eleccions del 26 de juliol del 2010, Riyale Kahin va ser derrotat per Ahmed Silanyo. Silanyo va obtenir el 49% dels vots, mentre que Kahin només el 33%. La participació en va ser del 88%, dels 1,09 milions de persones inscrites.